# Exploria Magica
Exploria Magica is een attractie in het Nederlandse Attractiepark Toverland. De attractie opende op 7 juli 2018 samen met het themagebied Port Laguna. Exploria Magica is gelegen in de souvenirshop Munda Magica in het themagebied Port Laguna bij de inkom van het park. 

## Overzicht
De attractie is een interactieve beleving, een soort walkthrough in de vorm van een themawandeling. Bij de souvenirwinkel Munda Magica kan men een toverstaf verkrijgen. Samen met een tovermap kan de bezoeker op pad gaan om de negen toverpunten te ontdekken. Na afloop is het mogelijk om een staf mee naar huis te nemen.
Lijst van attracties in Attractiepark Toverland · Afbeeldingen